# Charmin
Charmin [ˈʃɑ˞.mɪn] ist eine Marke für Toilettenpapier.
Die Marke wurde 1928 von der Hoberg Paper and Fibre Company in Green Bay geprägt, die neben Toilettenpapier auch Handtücher und Servietten aus Papier herstellte. 1957 wurde das Unternehmen vom Konzern Procter & Gamble aufgekauft, der das Sortiment auf Artikel fürs Bad reduzierte. 2007 verkaufte Procter & Gamble seine europäischen Werke für Hygienepapier an die Svenska Cellulosa Aktiebolaget und lizenzierte ihr die exklusive Verwendung der Marke Charmin in Europa. In Deutschland wird statt Charmin seit dem 1. Mai 2009 das Produkt Zewa samtig (früher Zewa Soft das Samtige und samtstark) und in Österreich Zewa Moll Deluxe angeboten, um die Lizenzkosten für die Marke Charmin zu sparen. Gleichzeitig änderte sich auch die Produktbeschaffenheit. Das feuchte Toilettenpapier der Marke Charmin wurde vom deutschen Markt genommen.

## Technik
In Deutschland wurde mit der Marke Charmin neu entwickeltes und patentiertes Toilettenpapier eingeführt, das speziell auf die regionalen Anwendungsgewohnheiten abgestimmt war.
Es war nicht homogen, sondern aus mehreren Schichten unterschiedlich beschaffenen Zellstoffs aufgebaut. Die unterschiedlichen Zellstoffsorten wurden aus Bäumen unterschiedlicher Arten gewonnen, so dass die enthaltenen Zellulosefasern unterschiedlich lang waren. Durch die Verwendung langfasrigen Zellstoffs im Inneren der Lagen und kurzfasrigens außen ergab sich bei geringem Materialeinsatz die Kombination von hoher Reißfestigkeit und weicher Oberfläche.
Die für die Reinigungswirkung bedeutsame Struktur erhielt das Papier nicht wie üblich durch nachträgliche Prägung des unter Druck getrockneten Zellstoffs, sondern dadurch, dass der Zellstoff auf ein Sieb gesprüht und mit heißer Luft trockengeblasen wurde. Die enthaltenen Zellulosefasern blieben deshalb unversehrt und ordneten sich dreidimensional an. Die Reißfestigkeit wurde nicht gemindert und das Papier behielt seine Struktur auch im nassen Zustand.

## Reklame
In über 500 amerikanischen Werbespots zwischen 1964 und 1985 trat der Schauspieler Dick Wilson als der fiktionale Krämer Mr. George Whipple auf und bat die Kunden, „Charmin nicht zu pressen“ („Please don´t squeeze the Charmin!“).
Neuere Spots beinhalteten tanzende animierte Bären, die glücklich ihre Hintern wedeln, um Charmin Ultra im Wald zu benutzen (eine Anspielung auf den englischen Ausdruck „Does a bear shit in the woods?“ „Scheißt ein Bär im Wald?“). Ein neuerer Werbespruch lautete „Mit Charmin Ultra… ist weniger mehr!“
Der „Charmin-Bär“ wurde 2000 als Wiederbelebung der Bären von White Cloud Toilettenpapier eingeführt, da diese seit dem Rebranding im Jahr 1993 von „White Cloud Toilettenpapier“ zu „Charmin Ultra“ nicht mehr benutzt wurden. Der Charmin Bär und weitere Figuren der Zeichentrickwerbungen wurden von der Trickfilmzeichnerin Joanna Quinn kreiert. Die neue animierte Werbekampagne wurde „Der Ruf der Natur“ (Call of Nature) genannt. Heute ist der „Charmin-Bär“ computeranimiert und warb bisher für Charmin Ultra Strong und Charmin Ultra Soft. 2009 warb der „Charmin-Bär“ für seinen Umzug zu Zewa. Der addierte Marktanteil der Marken Zewa und Charmin (3,5 % Marktanteil im Jahr 2009) ging nach der Umbenennung von 2009 bis 2012 von 8,5 % auf 7,5 % zurück, wobei 1,5 % auf die neu eingeführte Marke Tempo Toilettenpapier entfielen.

### Slogans in den Vereinigten Staaten
- Ch-ch Choose Charmin. (1993–1997)
- Best for "Bear" Bottoms. (1997–1999)
- Cha-cha-cha Charmin. (1999–2007)
- Look For It in a Color Package. (2007–2008)

### Slogans in Deutschland
- Cha-cha-cha Charmin (1999–2007)